# Вільма Цибулкова
Вільма Цибулкова (26 березня 1963, Остров, Чехословаччина) — чеська акторка театру та кіно.

## Вибіркова фільмографія
- Весна життя (2000)
- Пупендо (2003)

1. 1 2  Чеська національна авторитетна база даних
2. ↑  Person Profile // Internet Movie Database — 1990.